# Äggröran 2
Äggröran 2 är den andra skivan i en serie av samlingsskivor med mestadels svenska punkband. Skivorna släpps av Ägg Tapes & Records.

## Låtlista
1. WISEX PISTOLS - Vi klarar oss nog ändå
2. LESNEJTAS - Nu får det ta me fan vara nog
3. LESNEJTAS - Anabola kids
4. BARBARAS GRANNAR - Dom kommer
5. THE BONES - Some kinda freaks
6. DEN ONDE DEN GODE DEN 3:DJE - Vittring
7. Troublemakers - Pappas pojkar
8. Troublemakers - När månen lyser klar
9. The Kristet Utseende - Kairos fjollor
10. SLUMBERJACK - Going to the beach
11. SLUMBERJACK - Let me go
12. MÖGEL - Bastards of rock n'roll
13. Vrävarna - Med dildon ända in
14. Vrävarna - Kukfettan Herman
15. CHARLES HÅRFAGER - Dubbelmoralens konung
16. CHARLES HÅRFAGER - Fölorad
17. KURT OLVARS REBELLER - Samma väg
18. BOOZTER PALLUS - Tankar
19. BOOZTER PALLUS - Tights blues
20. NOT ENOUGH HATE - Looking into a wall
21. NOT ENOUGH HATE - No more
22. PÖBELN - Uppvigling
23. PÖBELN - Våld mot tjänsteman
24. PREDATOR - Dom har lurat dig
25. K.K.P.A - Om inte
26. E.A.K - Ett sjukt samhälle
27. CRESCENDO - Sången om en slampa
28. CRESCENDO - Vegetarian
29. SATANS SLYNOR - Bakom din rygg
30. HERMAN HULIGAN - Inget jävla fån
31. HYLANDS HÖRNA - Tro mig